# Cupressus atlantica
El ciprés del Atlas  (Cupressus atlantica)  es una especie de la familia Cupressaceae

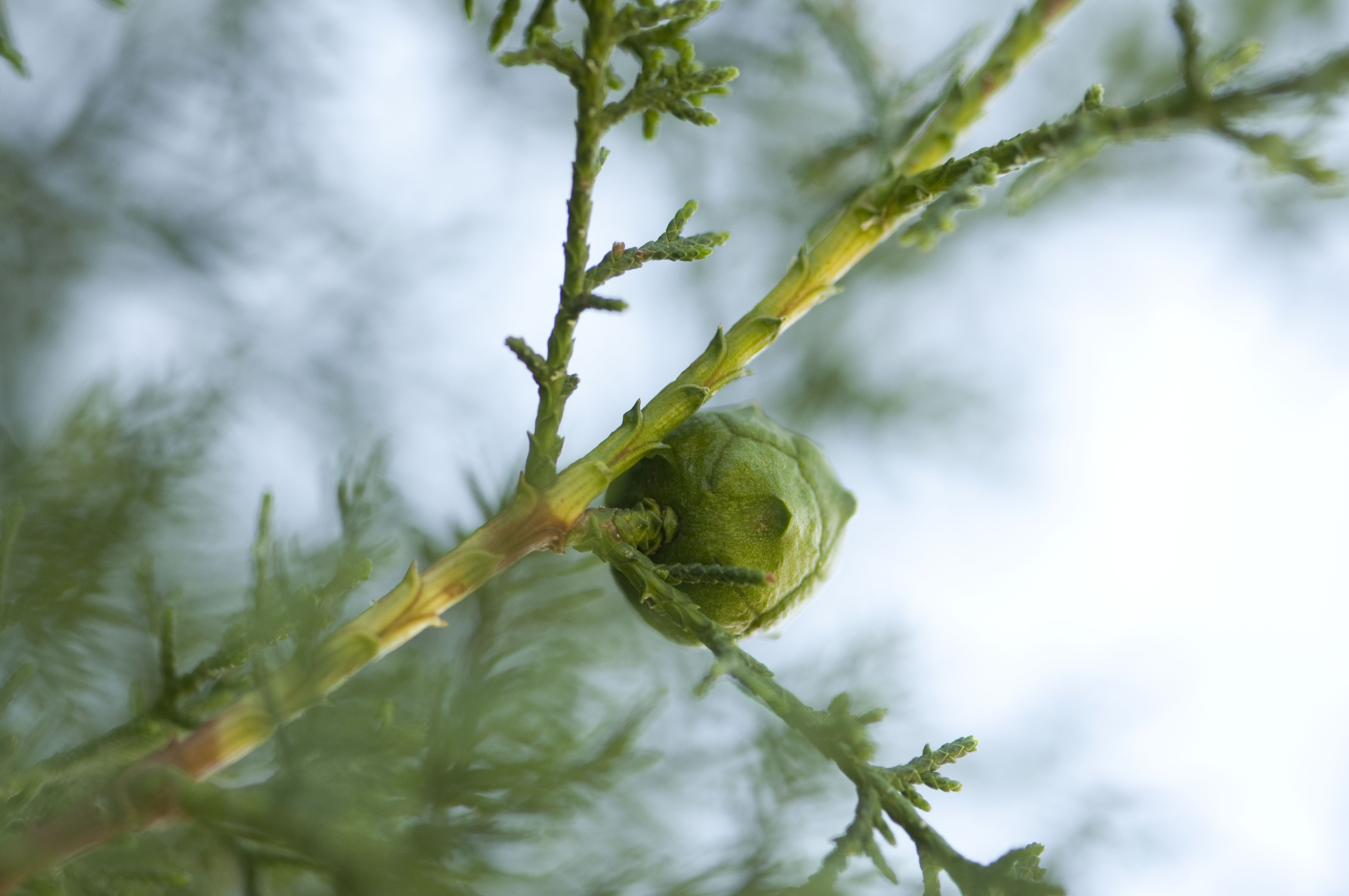
Cono

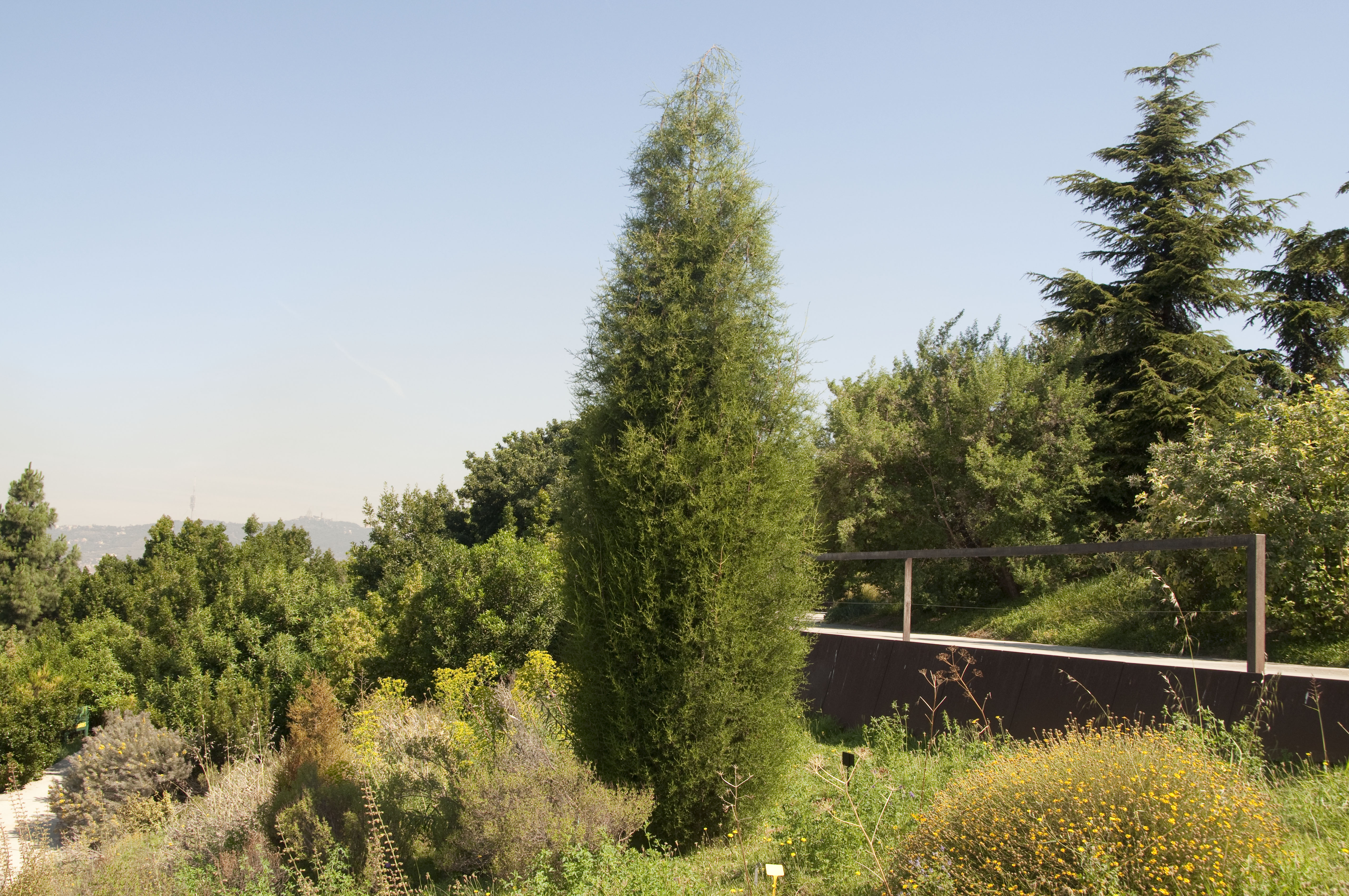
Vista del árbol

## Descripción
Árbol perennifolio, monoico, de hasta 30 m de alto, de porte cónico. Tronco recto de 1 m o incluso más de diámetro, con corteza grisácea, fibrosa y estriada longitudinalemente. Las ramas nacen peerpendicularmente al tronco, más o menos extendidas alrededor del árbol, ligeramente erguidas. Especie poco polimorfa, recuerda a C. sempervirens f. horizontalis, pero sus ramas suelen ser más erguidas y el color del follaje es mucho más claro. Ramillas cubiertas de hojas escuamiformes muy pequeñas (0,5-1 mm), triangulares muy aprimidas, de color verde-blancuzco, cenizosas, glaucas. Conos masculinos ovoideos (3-6 mm), solitarios en la terminación de las ramillas. Conos femeninos o estróbilos esféricos (18-25 mm), de color pardo-grisáceo con 6-8 escamas peltadas con pequeño mucron central romo. Semillas aplastadas, con un ala muy estrecha. Florece en primavera. Fructificación: otoño del año siguiente y la diseminación de las semillas se produce a partir del tercer año.

## Hábitat
Terrenos secos de media montaña (1.200-1.800 m, posiblemente hasta 2.000 m) en ambiente más frío que Cupressus sempervirens.

## Distribución
Es un endemismo de la vertiente norte del Alto Atlas centro-occidental, donde forma bosques, generalmente muy aclarados, de considerable extensión. Su área se localiza en la región del alto Nfiss (alto Goundafa en algunos textos) principalmente sobre la vertiente norte de Tizi-n-Test (aunque en la vertiente sur también tiene al menos una docena de pequeñas poblaciones.

## Taxonomía
Cupressus atlantica fue descrita por Henri Marcel Gaussen y publicado en Le Monde des Plantes, Intermédiaire des Botaniste 45: 55. 1950.
Etimología
Cupressus es el nombre latino del ciprés que de acuerdo con algunos autores proviene de "Cyprus" (Chipre), de donde es nativo y crece silvestre. 
atlantica: epíteto geográfico que alude a su localización en las orillas del Océano Atlántico.
Sinonimia
- Cupressus dupreziana var. atlantica (Gaussen) Silba
- Cupressus dupreziana subsp. atlantica (Gaussen) Silba
- Cupressus sempervirens var. atlantica (Gaussen) Silba[3]